# Akkajaure (Jokkmokks socken, Lappland)
Ej att förväxla med Akkajaure, sjö/vattenmagasin i Gällivare kommun och Jokkmokks kommun.
Akkajaure är en sjö i Jokkmokks kommun i Lappland och ingår i Luleälvens huvudavrinningsområde.